# Big Time Movie
Big Time Movie (conocida en Hispanoamérica como Big Time Rush: La película), es una película hecha para la televisión, basada en la serie Big Time Rush y estrenada por la cadena Nickelodeon el 10 de marzo de 2012. Fue dirigida por Savage Steve Holland —también director de algunos episodios de la serie— y protagonizada por Kendall Schmidt, James Maslow, Carlos Pena, Jr. y Logan Henderson.
Big Time Movie ha sido vista por más de 13,1 millones de espectadores en EE. UU. y se ha convertido en la película original de Nickelodeon más vista en Nickelodeon Latin America

## Argumento
Kendall, James, Carlos, Logan, Gustavo, Kelly, Katie (la hermana menor de Kendall) y Jennifer (la madre de Kendall y Katie) están en su viaje en avión a Londres para la primera parada de su gira mundial. En la recogida de equipaje en el aeropuerto, el agente del MI6 Simon Lane intercambia mochilas idénticas con Kendall, sin que los chicos lo sepan, para evitar que sus secuaces recuperen el Escarabajo, un poderoso dispositivo capaz de revertir la gravedad que Lane le quitó al malvado magnate de las aerolíneas Atticus Moon mientras sus secuaces se lo llevan.
Big Time Rush se registra en el Queen's Hotel y, sin saberlo, los agentes del MI6 no logran eliminar a los chicos y finalmente se dan cuenta de que Kendall tiene la mochila equivocada. Al mismo tiempo, también se dan cuenta de que el MI6, los espías suecos y una misteriosa mujer vestida de cuero están dispuestos a arrebatarles el Escarabajo por cualquier medio necesario. La mujer vestida de cuero se revela como Penny, hija del Agente Lane, y la banda parte con Penny en una camioneta espía negra con una I.A. para rescatar a su padre, mientras Gustavo y Kelly se preocupan por lo que los chicos están haciendo y causando problemas mientras están lejos de ellos.
Mientras tanto, Gustavo y Kelly están enojados con los chicos por llegar tarde a su ensayo de prueba de sonido y terminan haciendo todo lo posible para encontrarlos. Mientras tanto, en la historia de Katie y la Sra. Knight, estaban teniendo su pasatiempo con el duque de Bath, del cual Katie quiere que su madre se enamore durante el pasatiempo para que Katie pueda convertirse en una princesa como en su sueño. Mientras todos están ocupados (Gustavo y Kelly son torturados en la sede del MI6 y Katie y la Sra. Knight pasan tiempo con el Duque de Bath), los chicos, incluida Penny, se disfrazan para poder pasar a la tripulación de Moon a través del parque y poder llega con cuidado a la prueba de sonido. No llegan al parque de manera segura, se meten en problemas, como ser perseguidos por fanáticos, perseguidos por un perro y más. Después de que los chicos terminan su prueba de sonido, se encuentran con Penny detrás del escenario y corren al campo donde aterrizó el helicóptero de Moon.
La agencia MI6 descubre el plan de Moon e intenta detenerlo, pero no puede porque Moon está bloqueando las señales de comunicación para que nadie se interponga en su camino. Los chicos se dan cuenta de que el sueño de Carlos de convertirse en superespías internacionales y cantar a los Beatles se está haciendo realidad, por lo que siguen el plan de Carlos para detener a Moon. Después de que los chicos logran derrotar a Moon y salvar a Katie, los agentes del MI6 llegan al lugar para llevar a los chicos en helicóptero a Hyde Park justo a tiempo para que finalmente comiencen su gira mundial.
Después de que terminaron su primera parada en su gira mundial de conciertos, Gustavo finalmente permitió que los chicos fueran a cualquier parte, incluso visitar todos los lugares turísticos de Londres que deseaban visitar. Cuando los chicos se dan cuenta de que no tienen transporte, Penny y el agente Lane regresan y les ofrecen llevarlos. Cuando los chicos aceptan montar una vez más, se marchan y desaparecen en la noche.

## Reparto
- Kendall Schmidt como Kendall Knight.
- James Maslow como James Diamond.
- Carlos Pena, Jr. como Carlos Garcia.
- Logan Henderson como Logan Mitchell.
- Ciara Bravo como Katie Knight.
- Challen Cates como Jennifer Knight.
- Tanya Chisholm como Kelly Wainwright.
- Stephen Kramer Glickman como Gustavo Rocque.
- Emma Lahana como Penny Lane.
- Trevor Devall como Sir Atticus Moon.
- Christopher Shyer como Agente Simon Lane.
- Gerard Plunkett como Duque del baño.
- Alex Zahara como Sven.
- John DeSantis como Maxwell.
- Garry Chalk como agente de MI6.
- Emily Holmes como agente de MI6.

## Recepción

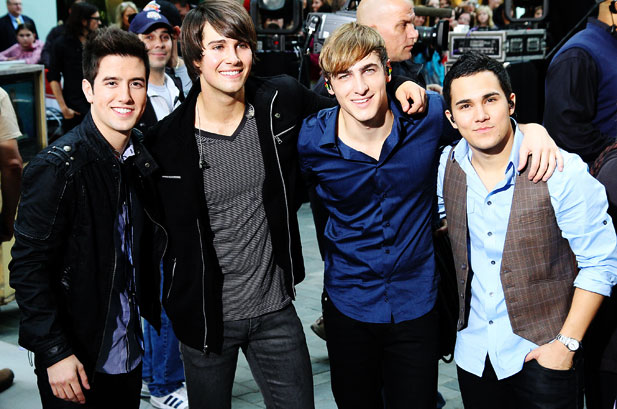
El elenco principal de Big Time Movie. De izquierda a derecha: Logan Henderson, James Maslow, Kendall Schmidt y Carlos Pena, Jr..

Big Time Rush ya había alcanzado el récord de ser la serie de acción real de mayor audiencia de Nickelodeon, tanto en Estados Unidos, así como en toda Latinoamérica, Australia y Reino Unido, Superando a otras series como Drake & Josh y iCarly Teniendo más de 7.2 millones de espectadores por episodio. Big Time Movie amasó una audiencia total de 13.1 millones de espectadores. En su semana de estreno, la serie fue el programa número uno en niños de 6-11 años (8.9/1.9 millones) y jóvenes de 12-18 años (8.2/1.7 millones), Además cabe destacar que hasta la fecha aun posee el récord de ser la película original de Nickelodeon más vista en Latinoamérica, con altos niveles de audiencia desde su estreno y retransmisiones.

## Banda sonora
La banda sonora de la película se dio a conocer el 14 de febrero de 2012. Se había mencionado que interpretarían cuatro covers de The Beatles: Help!, Revolution, A Hard Day's Night y We Can Work It Out, y luego se darían a conocer dos más; Can't Buy Me Love y I Want to Hold Your Hand. Los covers fueron lanzados el 6 de marzo de 2012, cuatro días antes del estreno de la película, y están disponibles en iTunes.

### Lista de canciones
- Help!
- Revolution
- Can't Buy Me Love
- We Can Work It Out
- I Want to Hold Your Hand
- A Hard Day's Night
- Elevate

## Premios y nominaciones
La película recibió una nominación en la 63.ª entrega de los Premios del Sindicato de Directores en la categoría de Dirección destacada en una película infantil. 